# Vrčevo
Vrčevo je visoravan u sjevernoj Dalmaciji, na području Ravnih kotara, u selu Gorica u općini Sukošan.
Vrčevo obiluje čempresima, borovima, crnikom, zelenikom i smrikom. Ogoljene stijene i smrike nalaze se u nižim dijelovima visoravni. Kamene stijene sastoje se od kamena škriljca i kamena vapnenac.
Vrčevo se nalazi u lancu od nekoliko visoravni među kojima su: Torine, Čičikan i Debeljak. 
Najviši mu je vrh istomeni, na 213 m nadmorske visine.

## Vrčevo kroz povijest
Vrčevo je, među višim kotama u regiji, kroz povijest činilo važno strateško mjesto za vojsku, kako za Hrvatsku u vrijeme Domovinskog rata tako i za Osmansko Carstvo koje se od 15. do 16. stoljeća proširili na prostore srednje i sjeverne Dalmacije. Dokaz o važnosti Vrčeva kao strateški važne pozicije leži u tom da se na Vrčevu mogu pronaći brojni rovovi koje je napravila HV kao i stara "Turska kula", još iz doba Ilira, a koju su kao svoju utvrdu koristili i Turci. Po većem dijelu Vrčeva također je moguće pronaći stare ostatke ćupova i posuda za čuvanje namirnica i vode. Samo ime Vrčevo dolazi od riječi vrč čijim ostacima visoravan obiluje.

## Svetište
Uz pomoć lokalnog stanovništva na Vrčevu je izgrađena kapelica BDM od krunice. U spomen hodočašća iz Međugorja, svake godine 7. listopada održava se procesija. Nakon ovog događaja mještani Gorice dodijelili su Vrčevu novo ime, Gospino brdo. Na sjeveroistočnoj strani je izgrađen put s postajama križnog puta, koji vodi sve do kapelice.

## Vanjske poveznice
- Od Goetheovog "Fausta" do Vrčeva i Dragova